# Журавлёвка (Сакский район)
Журавлёвка (до 1948 года Аса́н-Аджи́; укр. Журавлівка, крымскотат. Asan Acı, Асан Аджы) — исчезнувшее село в Сакском районе Республики Крым (согласно административно-территориальному делению Украины — Автономной Республики Крым), располагавшееся на севере района, в степной части Крыма, у самой границы с Первомайским районом, примерно в 6 километрах севернее современного села Ильинка.

### Динамика численности населения
| - 1806 год — 108 чел. - 1864 год — 83 чел. - 1892 год — 111 чел. | - 1900 год — 118 чел. - 1915 год — 3/103 чел. - 1926 год — 144 чел. |

## История
Первое документальное упоминание села встречается в Камеральном Описании Крыма… 1784 года, судя по которому, в последний период Крымского ханства Хасан-Хаджи входил в Караул кадылык Перекопского каймаканства. После присоединения Крыма к России (8) 19 апреля 1783 года, (8) 19 февраля 1784 года, именным указом Екатерины II сенату, на территории бывшего Крымского Ханства была образована Таврическая область и деревня была приписана к Евпаторийскому уезду. После Павловских реформ, с 1796 по 1802 год, входила в Акмечетский уезд Новороссийской губернии. По новому административному делению, после создания 8 (20) октября 1802 года Таврической губернии, Асан-Аджи был включён в состав Урчукской волости Евпаторийского уезда.
По Ведомости о волостях и селениях, в Евпаторийском уезде с показанием числа дворов и душ… от 19 апреля 1806 года, в деревне Гасан-Аджи числилось 14 дворов и 108 жителей, исключительно крымских татар. На военно-топографической карте генерал-майора Мухина 1817 года деревня Асанаджи обозначена с 18 дворами. После реформы волостного деления 1829 года Асанаджи, согласно «Ведомости о казённых волостях Таврической губернии 1829 года», остался в составе Урчукской волости. На карте 1836 года в деревне 23 двора, как и на карте 1842 года.
В 1860-х годах, после земской реформы Александра II, деревню приписали к Абузларской волости. Согласно «Памятной книжке Таврической губернии за 1867 год», деревня была покинута жителями в 1860—1864 годах — в результате эмиграции крымских татар, особенно массовой после Крымской войны 1853—1856 годов, в Турцию, а затем вновь заселена татарами. В «Списке населённых мест Таврической губернии по сведениям 1864 года», составленном по результатам VIII ревизии 1864 года, Асан-Аджи — владельческая татарская деревня, с 7 дворами, 83 жителями и мечетью при колодцах. По обследованиям профессора А. Н. Козловского 1867 года, вода в колодцах деревни была пресная, а их глубина достигала 15—18 саженей (30— 35 м),. На трёхверстовой карте Шуберта 1865—1876 года в деревне Асан-Аджи обозначены те же 7 дворов, но в «Памятной книге Таврической губернии 1889 года» деревня пропущена. Согласно энциклопедическому словарю «Немцы России», ещё в 1885 году 3000 десятин земли в деревне арендовали крымские немцы-лютеране. По «…Памятной книжке Таврической губернии на 1892 год», в деревне Асан-Аджи, входившей в Асан-Аджинский участок, числилось 111 жителей в 10 домохозяйствах.
Земская реформа 1890-х годов в Евпаторийском уезде прошла после 1892 года; в результате Асанаджи приписали к Кокейской волости. По «…Памятной книжке Таврической губернии на 1900 год», в усадьбе Асанаджи числилось 118 жителей в 30 дворах, а по энциклопедическому словарю в 1904 году население составляло 29 человек. На 1914 год в селении действовала лютеранская школа грамотности. По Статистическому справочнику Таврической губернии. Ч.II-я. Статистический очерк, выпуск пятый Евпаторийский уезд, 1915 год, в деревне Асан-Аджи Кокейской волости Евпаторийского уезда числилось 14 дворов (1 двор с землёй, 13 — безземельные) с немецким населением в количестве 3 человек приписных жителей и 103 — «посторонних», из которых 56 мужчин и 50 женщин. Жители владели 1400 десятинами удобной земли. В хозяйствах имелось 101 лошадь, 12 волов, 38 коров и 455 голов мелкого скота (в 1918 году — 85 человек). Согласно списку 1915 года «…русских подданных из австрийских, венгерских или германских выходцев» землевладельцев, опубликованном в газете «Таврические губернские ведомости» в апреле 1915 года, при деревне Асан-Аджи значится Дубс Вильгельм Иоганович, имевший 1427 десятин 575 квадратных саженей земли.
После установления в Крыму Советской власти, по постановлению Крымревкома от 8 января 1921 года № 206 «Об изменении административных границ» была упразднена волостная система, и село вошло в состав Евпаторийского района Евпаторийского уезда, а в 1922 году уезды получили название округов. 11 октября 1923 года, согласно постановлению ВЦИК, в административное деление Крымской АССР были внесены изменения, в результате которых округа были отменены и произошло укрупнение районов, а территорию Евпаторийского округа включили в Евпаторийский район. Согласно Списку населённых пунктов Крымской АССР по Всесоюзной переписи 17 декабря 1926 года, в селе Асан-Аджи, Ой-Джурчинского сельсовета Евпаторийского района, числилось 16 дворов, все крестьянские, население составляло 144 человека, из них 124 немца, 15 русских, 2 белоруса, 3 записаны в графе «прочие». После создания 15 сентября 1931 года Фрайдорфского (переименованного в 1944 году в Новосёловский) еврейского национального (лишённого статуса национального постановлением Оргбюро ЦК КПСС от 20 февраля 1939 года) района Асан-Аджи включили в его состав. Вскоре после начала Великой Отечественной войны, 18 августа 1941 года крымские немцы были выселены — сначала в Ставропольский край, а затем в Сибирь и северный Казахстан.
После освобождения Крыма от фашистов, 12 августа 1944 года было принято постановление № ГОКО-6372с «О переселении колхозников в районы Крыма», по которому в район из Курской и Тамбовской областей РСФСР в район переселялись 8100 колхозников, а в начале 1950-х годов последовала вторая волна переселенцев из различных областей Украины. С 25 июня 1946 года в составе Крымской области РСФСР. Указом Президиума Верховного Совета РСФСР от 18 мая 1948 года Асан-Аджи переименовали в Журавлёвку. 25 июля 1953 года Новосёловский район был упразднён, а село включили в состав Сакского района. 26 апреля 1954 года Крымская область была передана из состава РСФСР в состав УССР. Время включения в состав Сизовского сельсовета пока точно не установлено: на 15 июня 1960 года Журавлёвка уже числилась в его составе. Указом Президиума Верховного Совета УССР «Об укрупнении сельских районов Крымской области», от 30 декабря 1962 года село присоединили к Евпаторийскому району. 1 января 1965 года, указом Президиума ВС УССР «О внесении изменений в административное районирование УССР — по Крымской области», Евпаторийский район был упразднён и село включили в состав Сакского (по другим данным — 11 февраля 1963 года). С 12 февраля 1991 года село в восстановленной Крымской АССР, 26 февраля 1992 года переименованной в Автономную Республику Крым. Село ликвидировано согласно постановлению ВР Украины от 22 сентября 2006 года.